# Thaumatoxena unispina
Thaumatoxena unispina är en tvåvingeart som beskrevs av Ronald Henry Lambert Disney 1992. Thaumatoxena unispina ingår i släktet Thaumatoxena och familjen puckelflugor.
Artens utbredningsområde är Zimbabwe. Inga underarter finns listade i Catalogue of Life.